# Alectown
Alectown é uma cidade australiana localizada na região Centro-Oeste do estado da Nova Gales do Sul. A cidade fica na rodovia Newell e na área do governo local de Parkes Shire, 382 quilômetros (237 milhas) a oeste-noroeste da capital do estado, Sydney. A sua população era de 201 habitantes, segundo o censo de 2006, dos quais 106 são homens e 95 são mulheres.